# Headdy
Headdy je zlínský rapper, textař a hudební producent, člen skupiny Defuckto (založena roku 1999, znovuobnovena v roce 2010 na základě úspěšného koncertu k 10. výročí crew v roce 2009). Z velké části produkčně a z poloviny textově je podepsán pod alby této skupiny. Kromě neoficiálně vydaného alba Demo 99, vydali pod hlavičkou labelu P.A.trick records tyto alba: Pár vět (2002), Sólo pro dva (2004).
Po rozpadu kapely v roce 2006, vydal dvě sólová alba - Hlava nehlava (2006) a Ante Portas (2008). Poslední jmenovaná vyšla pod labelem Base records. Následně po znovuobnovení kapely vyšlo v dubnu 2010 album Deja vu.
Koncertní sestavu tvoří společně s trojnásobným mistrem České republiky v DJingu, DJem Lowou a bývalým členem Defuckto, Jazzym. Sám je také součástí DJské crew s názvem Lion Movement zaměřené na reggae a dancehall.
Spolu s RnB zpěvákem Tomem Malarem působil na Rádiu Zlín, kde v roce 2006 uvedli svůj pořad Ghetto Jamz o hip hopu a RnB. Pořad se znovu objevil v pozměněné podobě koncem roku 2008.

## Diskografie

### De Fuck To
- Demo 99 (1999)
- Pár vět (2002)
- Sólo pro dva (2004)
- Deja Vu (2010)
- Triumf (2011)
- Andělé a démoni (2014)

### Headdy (sólo)
- Hlava nehlava (2006)
- Ante portas (2008)

### Kompilace
- Czechoslovak Sound System 02 (De Fuck To, 2001 Tripmag magazin)
- Lyrik Derby vol.1 (De Fuck To, 2000 P.A.trick records)
- Lyrik Derby vol.2 (De Fuck To, 2002 P.A.trick records)
- Hip Hop Rasizm Stop #2 (De Fuck To, 2002 MGK records)
- Czechoslovak Beats (Headdy, 2005 Report magazin)
- Homerun (Headdy, 2006 Allelements.net)